# Ulica Xawerego Dunikowskiego w Kłodzku
Ulica Xawerego Dunikowskiego – ulica położona na Wyspie Piasek w centrum miasta, przebiegająca przez osiedle nyskie. Współcześnie rozpoczyna się ona od skrzyżowania z ulicą Jacka Malczewskiego po czym biegnie równolegle wzdłuż kanału Młynówka, by ostatecznie znów skrzyżować się ze wspomnianą wyżej ulicą Malczewskiego. Patronem ulicy jest Xawery Dunikowski (1875-1964), wybitny polski rzeźbiarz i malarz, co wpisuje się w nazewnictwo wielu ulic Wyspy Piasek, nadanych im na cześć polskich artystów, głównie malarzy po zakończeniu II wojny światowej i objęcia Kłodzka przez polską administrację.

## Przebieg i ruch uliczny

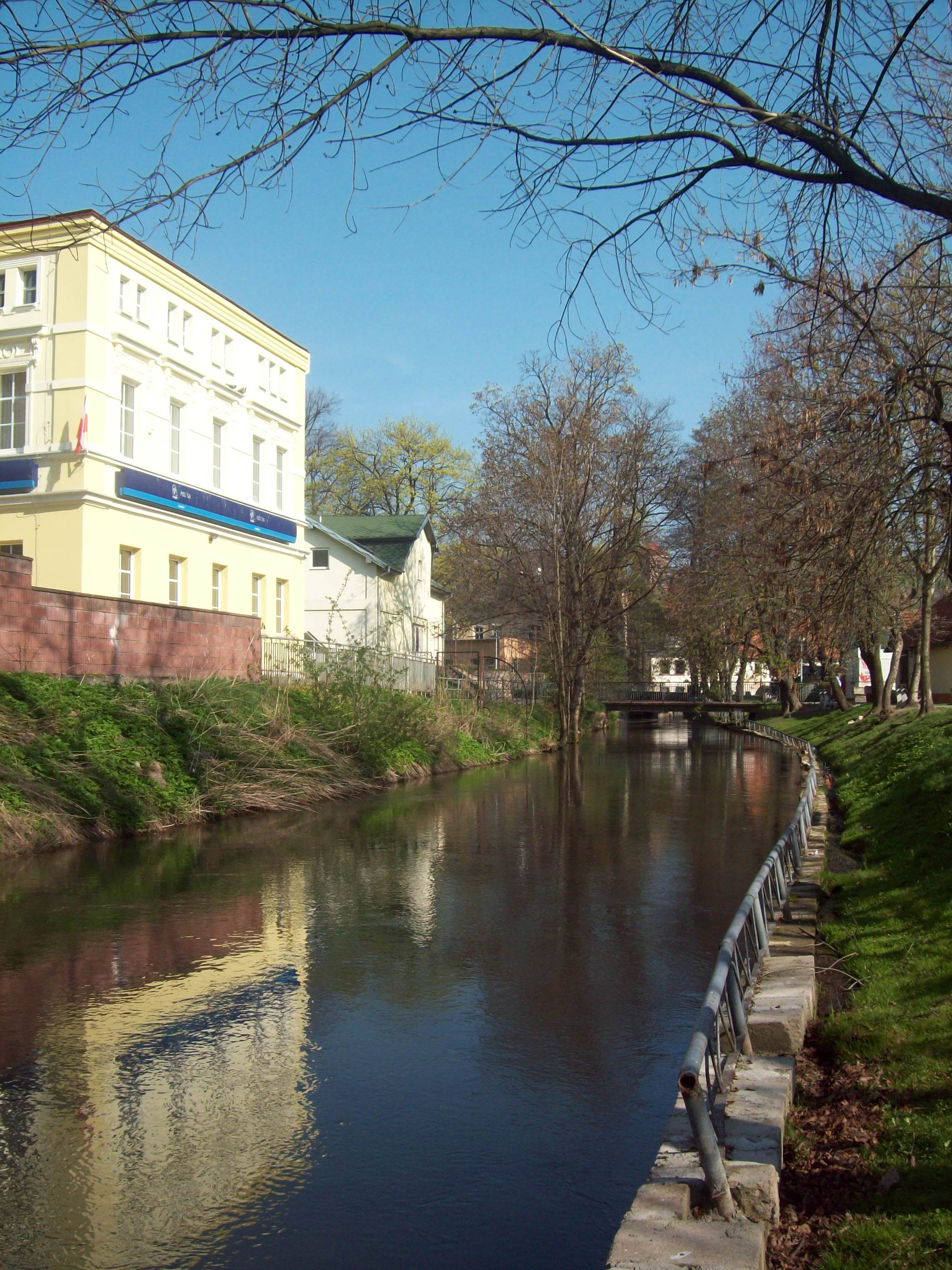
Młynówka przepływająca w pobliżu alei spacerowej przy ul. Dunikowskiego

Ulica Xawerego Dunikowskiego stanowi drugą ulicę znajdującą się na kłodzkim osiedlu Nysa. Rozpoczyna swój bieg od skrzyżowania z ulicą Jacka Malczewskiego – przejazd pod blokiem nr 2 tejże ulicy. Następnie ciągnie się równolegle do kanału Młynówka, od którego oddziela ją grobla z aleją spacerową poniżej której, znajdują się garaże samochodowe. Swój bieg kończy ponownie krzyżując się z ulicą Malczewskiego w rejonie parkingu osiedlowego.
Ulica Xawerego Dunikowskiego jest dwukierunkowa. Stanowi ona drogę gminną, będącą w zarządzie gminy miejskiej Kłodzko. Z uwagi na fakt, że ulica ta ma charakter lokalny, stanowiąc w zasadzie wewnętrzną drogę osiedla nie przebiegają tędy żadne trasy komunikacji miejskiej i dalekobieżnej.

## Historia
Historia dzisiejszej ulicy Dunikowskiego związana jest z włączeniem Wyspy Piaskowej w granice Kłodzka. Miało to związek z wprowadzeniem w 1808 roku w Prusach ustawy o miastach. Mimo tego faktu w mieście wciąż obowiązywały ograniczenia budowlane, co związane było z tym, iż posiadało ono status miasta-twierdzy. W 1810 roku dokonano sekularyzacji dóbr klasztornych, w wyniku których posiadłości franciszkanów na które składała się od XIII wieku Wyspa Piasek, zostały przejęte przez państwo. Południowa część Piasku znalazła się w rękach wojska.

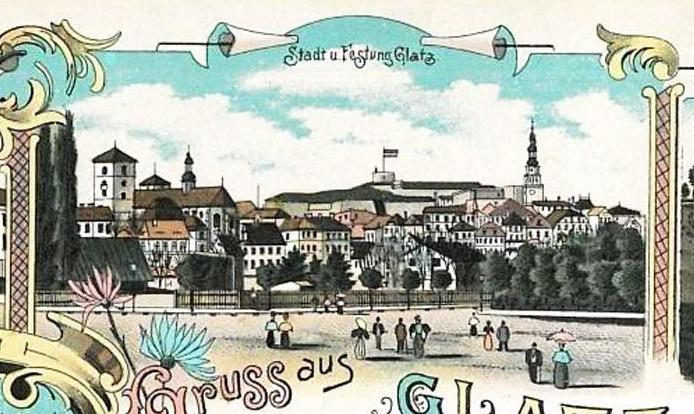
Dawne targowisko miejskie (niem. Viehmarkt) położone w miejscu obecnego wieżowca przy ul Dunikowskiego 1

W latach 1883–1886 na sąsiednim brzegu Młynówki zbudowano nowe koszary dla 38 Regimentu im. Feldmarszałka von Moltke, zwane jako „Nowe Koszary” (niem. Neue Kaserne), co miało znaczące znaczenie dla południowej części Wyspy Piaskowej, ponieważ w jej południowej części urządzono tzw. „Holzplan”, czyli plac ćwiczeniowy dla żołnierzy, który służył także jako plac defilad. W tym czasie wytyczono również niewielką, bezimienną alejkę wzdłuż Młynówki, która dała początek dzisiejszej ulicy Dunikowskiego. Ścieżkę tę połączono trzema kładkami, w tym jedną dostępną tylko dla wojska z lewobrzeżną częścią miasta – Przedmieściem Za Zieloną Bramą (niem. Grüne Thor Vorstadt). Pod koniec XIX wieku ścieżkę tę połączono z powstałym w południowej części ówczesnej ulicy Minorytów (niem. Minoritenstrasse) targowiskiem (niem. Viehmarkt). Niedługo potem ścieżka ta została zadrzewiona i otrzymała nazwę Alei Westchnień (niem. Seufzerallee), stanowiąc jeden z miejskich bulwarów nadrzecznych.
Po przejęciu Kłodzka przez władze polskie w 1945 roku po zakończeniu II wojny światowej aleja nie otrzymała nowej nazwy. Ze względu na brak jakiejkolwiek zabudowy nie figurowała ona na pierwszym planie miasta wydanym w 1946 roku. W 1951 roku czynem społecznym pracowników kolei w miejscu dawnego targu (niem. Viehmarkt) oraz częściowo „Holzplanu” wybudowano stadion piłkarski Związkowego Klubu Sportowego „Spójnia” Kłodzko. Poza meczami piłki nożnej odbywały się na nim także festyny.

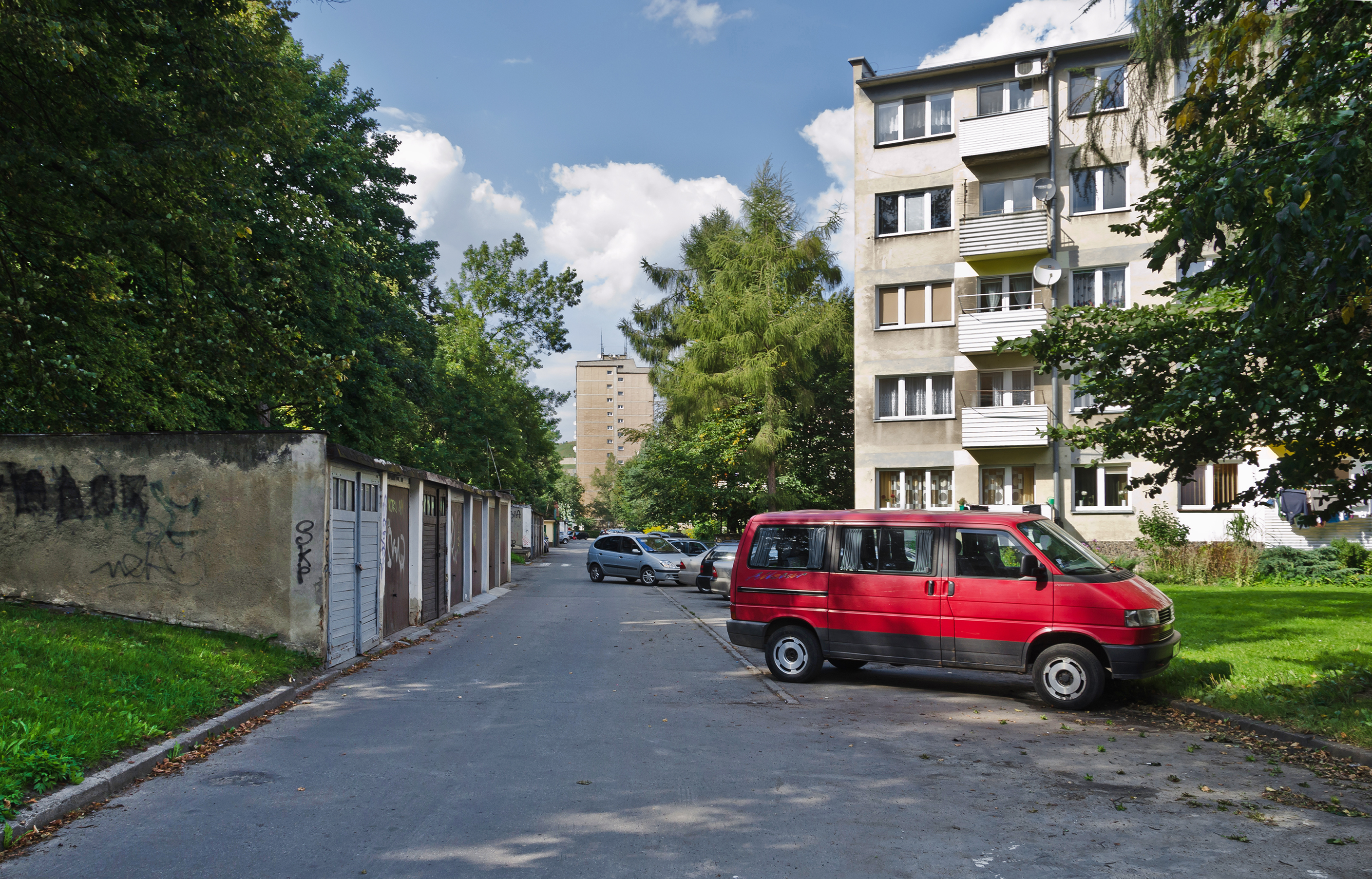
Ulica Dunikowskiego widok na garaże i znajdujące się po prawej bloki osiedla nyskiego

Przełomem w dziejach tej części miasta okazały się być lata 60. XX wieku, kiedy to podjęto decyzję o budowie w tym rejonie nowego osiedla mieszkaniowego, składającego się z kilku bloków z wielkiej płyty. Według planów władz miasta z 1961 roku na nowym osiedlu miało się znaleźć blisko 450 nowych mieszkań. Inwestorem była Powiatowa Spółdzielnia Mieszkaniowa w Kłodzku powstała w 1962 roku. Wzdłuż spacerowej alejki, poniżej grobli wytyczono nową drogę, której nadano nazwę ulicy Dunikowskiego. Była to wewnętrzna trasa nowo powstającego Osiedla Nysa. Na początku tej drogi postanowiono wybudować pierwszy w Kłodzku wieżowiec. Jego realizacja miała miejsce latach 1965–1969. Na przełomie lat 60. i 70. XX wieku wzdłuż ulicy wybudowano zespół garaży.
Ulica została zalana podczas powodzi tysiąclecia, jaka miała miejsce w nocy z 7 na 8 lipca 1997 roku na ziemi kłodzkiej. W jej wyniku woda przerwała wał przeciwpowodziowy w okolicach mostu dla pieszych koło jazu zalewając całe osiedle nyskie. Na początku XXI wieku dokonano wymiany oświetlenia w postaci latarni wzdłuż alei spacerowej przy ulicy Dunikowskiego oraz naprawiono ławki i wycięto uschnięte drzewa.

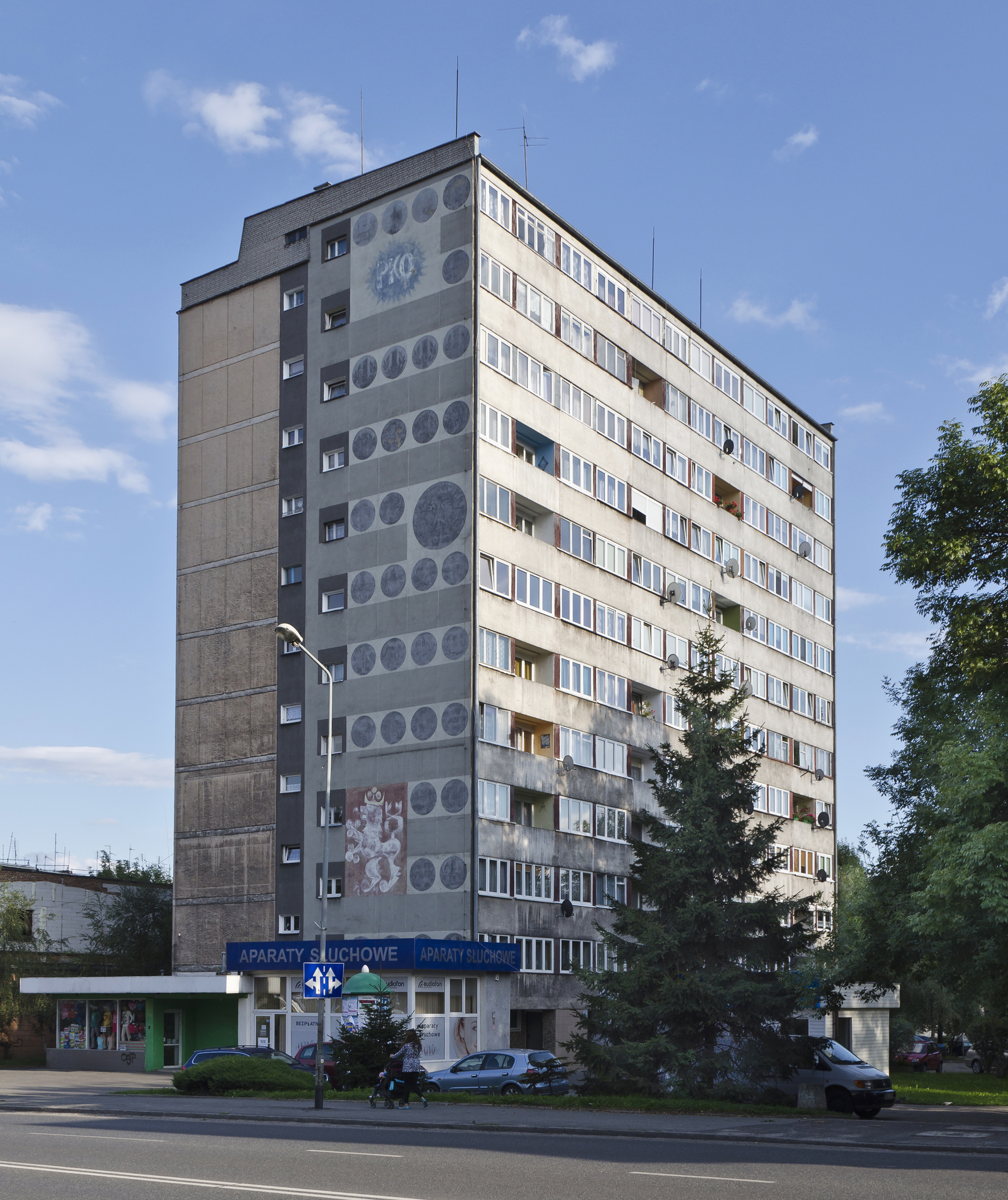
Pierwszy kłodzki wieżowiec powstały w latach 1965–1969 i do lat 80. XX w. najwyższy budynek w mieście

## Obiekty
- wieżowiec przy ul. Dunikowskiego 1 – powstał w latach 1965–1969 jako sztandarowa inwestycja nowego zespołu mieszkaniowego w południowej części Piasku – był to nie tylko pierwszy kłodzki wieżowiec, ale również najnowocześniejszy i najwyższy budynek mieszkalny tamtych czasów; posiada dwanaście kondygnacji i złożony jest z dwóch klatek schodowych (1/I i 1/II) z windami po 55 mieszkań w każdej z nich; powstał w technologii tzw. wrocławskiej wielkiej płyty; jego budowa przedłużała się, z uwagi na kłopoty z pojawieniem się wody na dolnym poziomie piwnic; ostatecznie, po ustabilizowaniu gruntu zbudowano tylko jeden poziom piwnic, które indywidualnie mają bardzo małą powierzchnię; w prawej klatce (1/ II) mieszkanie nr 1 było kwaterą służbową dozorcy; blok zasiedlany był do 1970 roku; według relacji pierwszych ówczesnych mieszkańców na początku musieli się oni borykać z wieloma utrudnieniami, np. zakaz przewożenia mebli windą (czynna w godz. 5-22), częste awarie oświetlenia, zbyt słabe ciśnienie wody na górnych piętrach i przemrażanie ścian, oraz zalewanie otwartych loggi wodą po każdej burzy[23]; na początku XXI wieku wieżowiec przeszedł gruntowną modernizację, od grudnia 2019 roku trwa remont jego elewacji, w której charakterystyczną cechą jest reklama kłodzkiego oddziału Powszechnej Kasy Oszczędności (PKO) ze stylizowanym kłodzkim lwem herbowym widoczna od strony Młynówki[24].
- pawilon handlowo-usługowy przy ul. Dunikowskiego 1a – powstały pod koniec lat 90. XX wieku jako sklep spożywczy, obecnie działa w nim salon fryzjerski[25].